# DM i bordtennis
Danmarksmesterskaber i bordtennis er afholdt siden 1943 og arrangeres af Bordtennis Danmark. 
Der afvikles årligt individuelle mesterskaber for seniorer, hvor der spilles om DM-titler i herresingle, damesingle, herredouble, damedouble og mixed double. Endvidere spilles der om holdmesterskaber for klubhold, hvor der spilles om DM-titler for hhv. herrehold og damehold.
Der er spillet om titlerne i herresingle og herredouble hvert år siden 1943. I 1947 blev mesterskaberne udvidet med en damesinglerække, mens mesterskaberne i damedouble og mixed double blev tilføjet i 1953.

## Individuelle mesterskaber
| År   | Herresingle                                    | Damesingle                                 | Herredouble                                                                             | Damedouble                                                                        | Mixed double                                                             |
| ---- | ---------------------------------------------- | ------------------------------------------ | --------------------------------------------------------------------------------------- | --------------------------------------------------------------------------------- | ------------------------------------------------------------------------ |
| 1943 | Knud Runckel (1) Vebro                         | Ikke afviklet i 1943-46                    | Vilhelm Lückow (1) AFC Christian Juhl (1) ØB                                            | Ikke afviklet i 1943-52                                                           | Ikke afviklet i 1943-52                                                  |
| 1944 | Emil Møller (1) Haderslev BTK                  | Ikke afviklet i 1943-46                    | Erik Bilberg (1) KFUM Bertil Madsen (1) Københavns BTK                                  | Ikke afviklet i 1943-52                                                           | Ikke afviklet i 1943-52                                                  |
| 1945 | Christian Juhl (1) AB                          | Ikke afviklet i 1943-46                    | Jørgen Hansen (1) Niels Bennike (1) KB                                                  | Ikke afviklet i 1943-52                                                           | Ikke afviklet i 1943-52                                                  |
| 1946 | Leif Skovgaard (1) AB                          | Ikke afviklet i 1943-46                    | Vilhelm Lückow (2) BTK 41 Christian Juhl (2) AB                                         | Ikke afviklet i 1943-52                                                           | Ikke afviklet i 1943-52                                                  |
| 1947 | Leif Skovgaard (2) AB                          | Oda Mygind Hansen (1) Holbæk BTK           | Vilhelm Lückow (3) BTK 41 Christian Juhl (3) AB                                         | Ikke afviklet i 1943-52                                                           | Ikke afviklet i 1943-52                                                  |
| 1948 | Knud Runckel (2) Grøndal BTK                   | Evy Danielsen (1) BBC                      | Leif Skovgaard (1) AB Willy Scott Nissen (1) Grøndal BTK                                | Ikke afviklet i 1943-52                                                           | Ikke afviklet i 1943-52                                                  |
| 1949 | Helmuth Jespersen (1) B.93                     | Evy Danielsen (2) BBC                      | Christian Juhl (4) AB Harry Sørensen (1) BTK Zero                                       | Ikke afviklet i 1943-52                                                           | Ikke afviklet i 1943-52                                                  |
| 1950 | Helmuth Jespersen (2) Københavns BTK           | Vif Paaschburg (1) Glostrup IC             | Leif Skovgaard (2) AB Willy Scott Nissen (2) Grøndal BTK                                | Ikke afviklet i 1943-52                                                           | Ikke afviklet i 1943-52                                                  |
| 1951 | Thorkild Sonnichsen (1) Grøndal BTK            | Vif Paaschburg (2) Glostrup IC             | Hardy Holmstrøm (1) Gentofte BTK Einar Lyttik (1) Nakskov BTK                           | Ikke afviklet i 1943-52                                                           | Ikke afviklet i 1943-52                                                  |
| 1952 | Knud Runckel (3) Grøndal BTK                   | Evy Schandorph (3) BK Stefan               | Christian Juhl (5) Henning Hauth (1) Københavns BTK                                     | Ikke afviklet i 1943-52                                                           | Ikke afviklet i 1943-52                                                  |
| 1953 | Ove Jensen (1) OB                              | Frida Brøbech (1) Esbjerg BTK              | Einar Lyttik (2) Københavns BTK Hardy Holmstrøm (2) Gentofte BTK                        | Frida Brøbech (1) Gudrun Kahns (1) Esbjerg BTK                                    | Inge Terphøj (1) Brede Helmuth Jespersen (1) Københavns BTK              |
| 1954 | Knud Runckel (4) Grøndal BTK                   | Gudrun Kahns (1) Esbjerg BTK               | Einar Lyttik (3) Københavns BTK Hardy Holmstrøm (3) Gentofte BTK                        | Frida Brøbech (2) Gudrun Kahns (2) Esbjerg BTK                                    | Gudrun Kahns (1) Esbjerg BTK Einar Lyttik (1) Københavns BTK             |
| 1955 | Knud Runckel (5) Grøndal BTK                   | Gudrun Kahns (2) Esbjerg BTK               | Einar Lyttik (4) Københavns BTK Hardy Holmstrøm (4) Gentofte BTK                        | Inge Terphøj (1) Evy Schandorph (1) Stefan                                        | Gudrun Kahns (2) Kaj Hansen (1) Esbjerg BTK                              |
| 1956 | Einar Lyttik (1) Københavns BTK                | Gudrun Kahns (3) Esbjerg BTK               | Einar Lyttik (5) Henning Hauth (2) Københavns BTK                                       | Frida Lyttik (3) Københavns BTK Gudrun Kahns (3) Esbjerg BTK                      | Birte Hansen (1) B 1908 Henning Hauth (1) Københavns BTK                 |
| 1957 | Einar Lyttik (2) Københavns BTK                | Frida Lyttik (1) Københavns BTK            | Ivan Jensen (1) Gentofte BTK Henning Hauth (3) Københavns BTK                           | Frida Lyttik (4) Københavns BTK Gudrun Kahns (4) Esbjerg BTK                      | Birte Hansen (2) B 1908 Henning Hauth (2) Københavns BTK                 |
| 1958 | Einar Lyttik (3) Københavns BTK                | Birthe Hauth (1) Københavns BTK            | Arne Høj (1) Faaborg BTK Einar Lyttik (6) Københavns BTK                                | Evy Schandorph (2) Stefan Birthe Hauth (1) Københavns BTK                         | Evy Schandorph (1) Stefan Einar Lyttik (2) Københavns BTK                |
| 1959 | Freddy Hansen (1) Københavns BTK               | Birthe Hauth (2) Københavns BTK            | Erik Pedersen (1) Torben Lindwald (1) MBK                                               | Evy Schandorph (3) Lise Christensen (1) Stefan                                    | Evy Schandorph (2) Stefan Einar Lyttik (3) Københavns BTK                |
| 1960 | Freddy Hansen (2) Københavns BTK               | Lis Ramberg (1) Lyngby BTK                 | Erik Pedersen (2) Torben Lindwald (2) MBK                                               | Birthe Hauth (2) Københavns BTK Lis Ramberg (1) Lyngby BTK                        | Frida Lyttik (1) Københavns BTK Torben Lindwald (1) MBK                  |
| 1961 | Einar Lyttik (4) Københavns BTK                | Lis Ramberg (2) Lyngby BTK                 | Freddy Hansen (1) Einar Lyttik (7) Københavns BTK                                       | Evy Schandorph (4) Lise Christensen (2) Stefan                                    | Lis Ramberg (1) Lyngby BTK Erik Petersen (1) MBK                         |
| 1962 | Einar Lyttik (5) Københavns BTK                | Lis Ramberg (3) Lyngby BTK                 | Freddy Hansen (2) Einar Lyttik (8) Københavns BTK                                       | Lis Ramberg (2) Lyngby BTK Astrid Eggertsen (1) IF Frem Bjæverskov                | Evy Schandorph (3) Stefan Einar Lyttik (4) Københavns BTK                |
| 1963 | Einar Lyttik (6) Københavns BTK                | Lis Ramberg (4) Lyngby BTK                 | Einar Lyttik (9) Københavns BTK Henning Thorsen (1) BTK Zero                            | Evy Schandorph (5) Bente Utoft (1) Stefan                                         | Lis Ramberg (2) Niels Ramberg (1) Lyngby BTK                             |
| 1964 | Niels Ramberg (1) Lyngby BTK                   | Lis Ramberg (5) Lyngby BTK                 | Freddy Hansen (3) Einar Lyttik (10) Københavns BTK                                      | Lis Ramberg (3) Lyngby BTK Else Marie Hansen (1) BTK 61                           | Lis Ramberg (3) Niels Ramberg (2) Lyngby BTK                             |
| 1965 | Niels Ramberg (2) Virum-Sorgenfri BTK          | Lis Ramberg (6) Virum-Sorgenfri BTK        | Niels Ramberg (1) Virum-Sorgenfri BTK Ib Hückelkamp (1) AF Sorø BTK                     | Gudrun Kahns (5) Esbjerg BTK Britta Christensen (1) Virum-Sorgenfri BTK           | Lis Ramberg (4) Niels Ramberg (3) Virum-Sorgenfri BTK                    |
| 1966 | Stig Lüthje (1) BTK Zero                       | Brita Henriksen (1) BTK Battet             | Henning Thorsen (2) Brian Petersen (1) BTK Zero                                         | Lis Ramberg (4) Lyngby BTK Else Marie Hansen (2) BTK 61                           | Britta Christensen (1) Virum-Sorgenfri BTK Stig Lüthje (1) BTK Zero      |
| 1967 | Claus Pedersen (1) MBK                         | Britta Christensen (1) Virum-Sorgenfri BTK | Niels Ramberg (2) Brian Petersen (2) Virum-Sorgenfri BTK                                | Britta Christensen (2) Virum-Sorgenfri BTK Else Marie Hansen (3) BTK 61           | Brita Henriksen (1) BTK Battet Brian Petersen (1) BTK Zero               |
| 1968 | Niels Ramberg (3) Virum-Sorgenfri BTK          | Britta Christensen (2) Virum-Sorgenfri BTK | Claus Pedersen (1) Torben Lindwald (3) MBK                                              | Britta Christensen (3) Virum-Sorgenfri BTK Else Marie Wedel (4) BTK 61            | Brita Rasmussen (2) BTK Battet Brian Petersen (2) Virum-Sorgenfri BTK    |
| 1969 | Claus Pedersen (2) MBK                         | Brita Rasmussen (2) BTK Battet             | Claus Pedersen (2) MBK Franz Nørby (1) CB                                               | Brita Rasmussen (1) Elin Henriksen (1) BTK Battet                                 | Brita Rasmussen (3) BTK Battet Brian Petersen (3) Virum-Sorgenfri BTK    |
| 1970 | Claus Pedersen (3) MBK                         | Britta Christensen (3) Virum-Sorgenfri BTK | Freddy Hansen (4) Leo Hansen (1) Københavns BTK                                         | Britta Christensen (4) Virum-Sorgenfri BTK Susanne Poulsen (1) BTK Zero           | Britta Christensen (2) Niels Ramberg (4) Virum-Sorgenfri BTK             |
| 1971 | Claus Pedersen (4) MBK                         | Britta Christensen (4) Virum-Sorgenfri BTK | Niels Ramberg (3) Niels Poulsen (1) Virum-Sorgenfri BTK                                 | Britta Christensen (5) Virum-Sorgenfri BTK Susanne Poulsen (2) BTK Zero           | Britta Christensen (3) Niels Ramberg (5) Virum-Sorgenfri BTK             |
| 1972 | Niels Ramberg (4) Virum-Sorgenfri BTK          | Susanne Poulsen (1) BTK Zero               | Niels Ramberg (4) Niels Poulsen (2) Virum-Sorgenfri BTK                                 | Susanne Poulsen (3) Bende Jensen (1) BTK Zero                                     | Kirsten Lyngholm (1) MBK Freddy Hansen (1) Københavns BTK                |
| 1973 | Claus Pedersen (5) MBK                         | Susanne Poulsen (2) BTK Zero               | Niels Ramberg (5) Niels Poulsen (3) Virum-Sorgenfri BTK                                 | Britta Andersen (1) Winnie Andersen (1) Borup BTK                                 | Susanne Poulsen (1) Frank Jensen (1) BTK Zero                            |
| 1974 | Niels Ramberg (5) Virum-Sorgenfri BTK          | Britta Andersen (1) Borup BTK              | Niels Ramberg (6) Niels Poulsen (4) Virum-Sorgenfri BTK                                 | Hanne Weimann (1) MK 31 Susanne Poulsen (4) BTK Zero                              | Dorthe Pedersen (1) Claus Pedersen (1) MBK                               |
| 1975 | Claus Pedersen (6) MBK                         | Annie Larsen (1) Ballerup BTK              | Niels Ramberg (7) Niels Poulsen (5) Virum-Sorgenfri BTK                                 | Hanne Weimann (2) MK 31 Susanne Poulsen (5) BTK Zero                              | Dorthe Pedersen (2) Rytterparkens BC Claus Pedersen (2) MBK              |
| 1976 | Claus Pedersen (7) MBK                         | Annie Larsen (2) Ballerup BTK              | Claus Pedersen (3) MBK Bjarne Grimstrup (1) Brønshøj BTK                                | Annie Larsen (1) Britt Møller (1) Ballerup BTK                                    | Dorthe Pedersen (3) Rytterparkens BC Claus Pedersen (3) MBK              |
| 1977 | Claus Pedersen (8) MBK                         | Susanne Poulsen (3) BTK Zero               | Claus Pedersen (4) MBK Palle Rud (1) BTK Viby                                           | Annie Larsen (2) Britt Møller (2) Ballerup BTK                                    | Susanne Poulsen (2) Frank Jensen (2) BTK Zero                            |
| 1978 | Claus Pedersen (9) MBK                         | Susanne Pedersen (4) BTK Zero              | Bjarne Grimstrup (2) Flemming Weinrich (1) Brønshøj BTK                                 | Annie Larsen (3) Britt Møller (3) Ballerup BTK                                    | Annie Larsen (1) Ballerup BTK Niels Ramberg (6) Virum-Sorgenfri BTK      |
| 1979 | Claus Pedersen (10) MBK                        | Susanne Pedersen (5) BTK Zero              | Bjarne Grimstrup (3) Brønshøj BTK Johnny Hansen (1) Frederiksværk BTK                   | Susanne Pedersen (6) Lone Jakobsen (1) BTK Zero                                   | Dorte Hauth (1) Freddy Hansen (2) Virum-Sorgenfri BTK                    |
| 1980 | Claus Pedersen (11) MBK                        | Susanne Pedersen (6) Ballerup BTK          | Claus Pedersen (5) MBK Kent Jørgensen (1) Ballerup BTK                                  | Charlotte Polk (1) Jette Kristoffersen (1) OB                                     | Dorte Hauth (2) Freddy Hansen (3) Virum-Sorgenfri BTK                    |
| 1981 | Claus Pedersen (12) Sisu/MBK                   | Charlotte Polk (1) OB                      | Claus Pedersen (6) Sisu/MBK Johnny Hansen (2) Frederiksværk BTK                         | Charlotte Polk (2) OB Dorte Hauth (1) Virum-Sorgenfri BTK                         | Charlotte Polk (1) OB Johnny Hansen (1) Frederiksværk BTK                |
| 1982 | Claus Pedersen (13) IHF                        | Annie Larsen (3) Ballerup BTK              | Claus Pedersen (7) IHF Johnny Hansen (3) Frederiksværk BTK                              | Charlotte Polk (3) OB Dorte Hauth (2) Virum-Sorgenfri BTK                         | Dorte Hauth (3) Virum-Sorgenfri BTK Kim Kartholm (1) BTK Kildeskoven     |
| 1983 | Claus Pedersen (14) Brønderslev IF             | Susanne Pedersen (7) BTK Zero              | Flemming Weinrich (2) Kent Jørgensen (2) Brønshøj BTK                                   | Susanne Pedersen (7) BTK Zero Annie Ramberg (1) Ballerup BTK                      | Susanne Pedersen (3) BTK Zero Michael Daugaard (1) Brønshøj BTK          |
| 1984 | Jan Harkamp (1) Brønderslev IF                 | Susanne Pedersen (8) BTK Zero              | Lars Hauth (1) Virum-Sorgenfri BTK Kim Kartholm (1) BTK Kildeskoven                     | Charlotte Polk (4) OB Dorte Hauth (3) Virum-Sorgenfri BTK                         | Susanne Pedersen (4) BTK Zero Michael Daugaard (2) Brønshøj BTK          |
| 1985 | Jan Harkamp (2) Brønderslev IF                 | Dorte Hauth (1) Virum-Sorgenfri BTK        | Michael Daugaard (1) Brønshøj BTK Carsten Egeholt Jensen (1) Brønderslev IF             | Susanne Pedersen (8) Lone Jakobsen (2) BTK Zero                                   | Susanne Pedersen (5) BTK Zero Michael Daugaard (3) Brønshøj BTK          |
| 1986 | Lars Hauth (1) Virum-Sorgenfri BTK             | Dorte Hauth (2) Virum-Sorgenfri BTK        | Claus Pedersen (8) Brønderslev IF Johnny Hansen (4) Frederiksværk BTK                   | Susanne Pedersen (9) Lone Jakobsen (3) BTK Zero                                   | Susanne Pedersen (6) BTK Zero Michael Daugaard (4) TPHU                  |
| 1987 | Jan Harkamp (3) Brønderslev IF                 | Charlotte Polk (2) OB                      | Mogens Sonnichsen (1) Claus Junge (1) BTK Viby                                          | Charlotte Polk (5) OB Karin Kruse (1) Hørning BTK                                 | Pia Toelhøj (1) Virum-Sorgenfri BTK Claus Junge (1) BTK Viby             |
| 1988 | Jan Harkamp (4) Brønderslev IF                 | Susanne Pedersen (9) BTK Zero              | Finn Jacobsen (1) Teis Jonasson (1) BTK Kildeskoven                                     | Susanne Pedersen (10) Lone Jakobsen (4) BTK Zero                                  | Charlotte Polk (2) OB Claus Pedersen (4) Sisu/MBK                        |
| 1989 | Claus Pedersen (15) Sisu/MBK                   | Charlotte Polk (3) OB                      | Jan Harkamp (1) Brønderslev IF Allan Bentsen (1) Esbjerg BTK                            | Charlotte Polk (6) OB Karin Kruse (2) Hørning BTK                                 | Charlotte Polk (3) OB Allan Bentsen (1) Esbjerg BTK                      |
| 1990 | Lars Hauth (2) Sisu/MBK                        | Susanne Pedersen (10) Ballerup BTK         | Flemming Sunn (1) Esbjerg BTK Kim Høgsberg (1) Virum-Sorgenfri BTK                      | Christel Frederiksen (1) BTK 61 Pia Toelhøj (1) Hørning BTK                       | Charlotte Polk (4) OB Allan Bentsen (2) BTK Triton                       |
| 1991 | Allan Bentsen (1) Esbjerg BTK                  | Susanne Pedersen (11) Ballerup BTK         | Jan Harkamp (2) Brønderslev IF Allan Bentsen (2) Esbjerg BTK                            | Susanne Pedersen (11) Ballerup BTK Pia Toelhøj (2) Hørning BTK                    | Susanne Pedersen (7) Ballerup BTK Johnny Hansen (2) Frederiksværk BTK    |
| 1992 | Allan Bentsen (2) BTK Triton                   | Pia Hansen (1) BTK 61                      | Jan Harkamp (3) Brønderslev IF Allan Bentsen (3) BTK Triton                             | Pia Eliasson Hansen (1) BTK 61 Anne Karina Bastman (1) Sisu/MBK                   | Charlotte Gjeding (5) OB Allan Bentsen (3) BTK Triton                    |
| 1993 | Allan Bentsen (3) Hørning BTK                  | Sabine Borre Larsen (1) Frem Sakskøbing    | Jan Harkamp (4) Brønderslev IF Allan Bentsen (4) Hørning BTK                            | Pia Toelhøj (3) Hørning BTK Sabine Borre Larsen (1) Frem Sakskøbing               | Susanne Pedersen (8) Ballerup BTK Jan Harkamp (1) Brønderslev IF         |
| 1994 | Allan Bentsen (4) Hørning BTK                  | Susanne Pedersen (12) Ballerup BTK         | Lars Hauth (2) Sisu/MBK Finn Tugwell (1) Hørning BTK                                    | Pia Eliasson Hansen (2) Trine Schou (1) BTK 61                                    | Pia Toelhøj (2) Hillerød GI Kim Høgsberg (1) Brønderslev IF              |
| 1995 | Allan Bentsen (5) Hørning BTK                  | Pia Toelhøj (1) Hillerød GI                | Lars Hauth (3) Sisu/MBK Finn Tugwell (2) Hørning BTK                                    | Susanne Pedersen (12) Pia Finnemann (1) Ballerup BTK                              | Pia Toelhøj (3) Hillerød GI Kim Høgsberg (2) Brønderslev IF              |
| 1996 | Allan Bentsen (6) Hørning BTK                  | Pia Finnemann (1) TPHU                     | Allan Bentsen (5) Martin Monrad (1) Hørning BTK                                         | Susanne Pedersen (13) Ballerup BTK Pia Toelhøj (4) Hillerød GI                    | Pia Toelhøj (4) Hillerød GI Kim Høgsberg (3) Brønderslev IF              |
| 1997 | Martin Monrad (1) Hørning BTK                  | Pia Finnemann (2) Ballerup BTK             | Lars Hauth (4) Sisu/MBK Finn Tugwell (3) Hørning BTK                                    | Pia Finnemann (2) Ballerup BTK Lisbeth Poulsen (1) Hørning BTK                    | Pia Toelhøj (5) Hillerød GI Kim Høgsberg (4) Brønderslev IF              |
| 1998 | Martin Monrad (2) BTK 61                       | Trine Grauholm (1) Hørning BTK             | Allan Bentsen (6) Hørning BTK Martin Monrad (2) BTK 61                                  | Pia Finnemann (3) Brønderslev IF Lisbeth Poulsen (2) Hørning BTK                  | Pia Toelhøj (6) Hillerød GI Kim Høgsberg (5) Brønderslev IF              |
| 1999 | Allan Bentsen (7) Hørning BTK                  | Trine Grauholm (2) Hørning BTK             | Allan Bentsen (7) Hørning BTK Martin Monrad (3) BTK 61                                  | Janne Jensen (1) Sabine Borre Larsen (2) Frem Sakskøbing                          | Pia Finnemann (1) Mads Sørensen (1) Brønderslev IF                       |
| 2000 | Martin Monrad (3) BTK 61                       | Pia Finnemann (3) Brønderslev IF           | Allan Bentsen (8) Hørning BTK Martin Monrad (4) BTK 61                                  | Michelle Nielsen (1) Susanne Pedersen (14) Hillerød GI                            | Pia Finnemann (2) Mads Sørensen (2) Brønderslev IF                       |
| 2001 | Finn Tugwell (1) Team Hørning                  | Pia Finnemann (4) Brønderslev IF           | Allan Bentsen (9) Finn Tugwell (4) Team Hørning                                         | Karin Nielsen (1) BTK 61 Christina Jessen (1) Team Hørning                        | Pia Finnemann (3) Mads Sørensen (3) Brønderslev IF                       |
| 2002 | Martin Monrad (4) Farum BTK                    | Janne Jensen (1) Team Hørning              | Allan Bentsen (10) BTK Triton Finn Tugwell (5) Team Hørning                             | Pia Finnemann (4) Brønderslev IF Janne Jensen (2) Team Hørning                    | Janne Jensen (1) Team Hørning Martin Bremer (1) Virum-Sorgenfri BTK      |
| 2003 | Martin Monrad (5) Farum BTK                    | Pia Finnemann (5) Ballerup BTK             | Allan Bentsen (11) BTK Triton Martin Monrad (5) Farum BTK                               | Anne Cathrine Bomann (1) Hillerød GI Rikke Jensen (1) Team Nørreå                 | Mie Skov (1) BTK 61 Allan Bentsen (4) BTK Triton                         |
| 2004 | Finn Tugwell (2) Køge Bugt BTK                 | Mie Skov (1) BTK 61                        | Allan Bentsen (12) BTK Triton Martin Monrad (6) Farum BTK                               | Pia Finnemann (5) Brønderslev IF Janne Jensen (3) Team Hørning                    | Mie Skov (2) BTK 61 Allan Bentsen (5) BTK Triton                         |
| 2005 | Finn Tugwell (3) Køge Bugt BTK                 | Trine Grauholm (3) Team Nørreå             | Christian Larsen (1) Virum-Sorgenfri BTK Christoffer Petersen (1) Køge Bugt BTK         | Annie Ramberg (2) Ballerup BTK Charlotte Polk (7) OB                              | Susanne Pedersen (9) Ballerup BTK Carsten Egeholt (1) Farum BTK          |
| 2006 | Allan Bentsen (8) BTK Triton                   | Mie Skov (2) BTK 61                        | Allan Bentsen (13) BTK Triton Martin Monrad (7) BTK Vedbæk                              | Janne Jensen (4) BTK 61 Pernille Agerholm (1) Rønde BTK                           | Mie Skov (3) BTK 61 Allan Bentsen (6) BTK Triton                         |
| 2007 | Martin Monrad (6) BTK Vedbæk                   | Mie Skov (3) BTK 61                        | Allan Bentsen (14) BTK 61 Martin Monrad (8) BTK Vedbæk                                  | Pernille Agerholm (2) Rønde BTK Pernille Søndergaard (1) Team Hørning             | Mie Skov (4) BTK 61 Allan Bentsen (7) BTK Triton                         |
| 2008 | Michael Maze (1) KVIK Næstved                  | Mie Skov (4) Roskilde Bordtennis, BTK 61   | Allan Bentsen (15) Roskilde Bordtennis, BTK 61 Kasper Sternberg (1) Albertslund IF      | Anne Cathrine Bomann (2) Hillerød GI Janne Jensen (5) Roskilde Bordtennis, BTK 61 | Mie Skov (5) Roskilde Bordtennis, BTK 61 Allan Bentsen (8) BTK Triton    |
| 2009 | Finn Tugwell (4) Roskilde Bordtennis, BTK 61   | Mie Skov (5) Roskilde Bordtennis, BTK 61   | Allan Bentsen (16) Finn Tugwell (6) Roskilde Bordtennis, BTK 61                         | Pernille Agerholm (3) Rønde BTK Pernille Søndergaard (2) Århus BTK                | Mie Skov (6) Roskilde Bordtennis, BTK 61 Allan Bentsen (9) BTK Triton    |
| 2010 | Christian Kongsgaard (1) BTK Vedbæk            | Mie Skov (6) Roskilde Bordtennis, BTK 61   | Allan Bentsen (17) Finn Tugwell (7) Roskilde Bordtennis, BTK 61                         | Sabine Borre Larsen (3) Helsingør BTK Susanne Pedersen (15) Frem Sakskøbing       | Mie Skov (7) Roskilde Bordtennis, BTK 61 Allan Bentsen (10) BTK Triton   |
| 2011 | Kasper Sternberg (1) Københavns BTK            | Mie Skov (7) Roskilde Bordtennis, BTK 61   | Allan Bentsen (18) Finn Tugwell (8) Roskilde Bordtennis, BTK 61                         | Pernille Agerholm (4) Rønde BTK Pernille Søndergaard (3) Team Nørreå              | Mie Skov (8) Roskilde Bordtennis, BTK 61 Allan Bentsen (11) BTK Triton   |
| 2012 | Jonathan Groth (1) Vebæk BTK                   | Mie Skov (8) Roskilde Bordtennis, BTK 61   | Allan Bentsen (19) Finn Tugwell (9) Roskilde Bordtennis, BTK 61                         | Pernille Agerholm (5) Rønde BTK Pernille Søndergaard (4) Team Nørreå              | Mie Skov (9) Roskilde Bordtennis, BTK 61 Allan Bentsen (12) BTK Triton   |
| 2013 | Jonathan Groth (2) Vebæk BTK                   | Mie Skov (9) BTK Vedbæk                    | Morten Hyrup Rasmussen (1) OB Christian Kongsgaard (1) BTK Vedbæk                       | Mie Binnerup Jacobsen (1) Århus BTK Izabell Nørlem (1) Brønshøj BTK               | Pernille Agerholm (1) Rønde BTK Morten Hyrup Rasmussen (1) OB            |
| 2014 | Jonathan Groth (3) Roskilde Bordtennis, BTK 61 | Pernille Agerholm (1) Rønde BTK            | Allan Bentsen (20) Claus Schou Nielsen (1) Roskilde Bordtennis, BTK 61                  | Pernille Agerholm (6) Rønde BTK Pernille Søndergaard (5) Sisu/MBK                 | Pernille Agerholm (2) Rønde BTK Morten Hyrup Rasmussen (2) OB            |
| 2015 | Jonathan Groth (4) Roskilde Bordtennis, BTK 61 | Mie Binnerup Jacobsen (1) Københavns BTK   | Kasper Sternberg Sjelle (2) Københavns BTK Mikkel Hindersson (1) Virum-Sorgenfri BTK    | Mie Binnerup Jacobsen (2) Sofie Egeholt Bang (1) Københavns BTK                   | Stefanie H. Christensen (1) Kasper Sternberg Sjelle (1) Københavns BTK   |
| 2016 | Jonathan Groth (5) Roskilde Bordtennis, BTK 61 | Pernille Agerholm (2) Viby BTK             | Morten Hyrup Rasmussen (2) OB Christian Kongsgaard (2) Brønshøj BTK                     | Pernille Agerholm (7) BTK Viby Pernille Søndergaard (6) Sisu/MBK                  | Stefanie H. Christensen (2) Københavns BTK Morten Hyrup Rasmussen (3) OB |
| 2017 | Tobias Kamph Rasmussen (1) Københavns BTK      | Stefanie Harbo Christensen (1) Hillerød GI | Tobias Rasmussen (1) Københavns BTK Claus Schou Nielsen (2) Roskilde Bordtennis, BTK 61 | Pernille Refstrup Agerholm (8) BTK Viby Pernille Søndergaard (7) Sisu/MBK         | Sophie Walløe (1) Anders Lind (1) Brønshøj BTK                           |
| 2018 | Anders Lind (1) Brønshøj Bordtennis            | Stefanie Harbo Christensen (2) Hillerød GI | Allan Bentsen (21) Finn Tugwell (10) Roskilde Bordtennis, BTK 61                        | Stefanie H. Christensen (1) Hillerød GI Izabell Nørlem (2) Brønshøj BTK           | Sophie Walløe (2) Anders Lind (2) Brønshøj BTK                           |
| 2019 | Anders Lind (2) Brønshøj Bordtennis            | Stefanie Harbo Christensen (3) Skensved IF | Allan Bentsen (22) Finn Tugwell (11) Roskilde Bordtennis, BTK 61                        | Pernille Refstrup Agerholm (9) Pernille Pødenphant Søndergaard (8) BTK Viby       | Sophie Walløe (3) Hillerød GI Anders Lind (3) Brønshøj BTK               |

### Statistik

#### Herresingle
| Flest titler 1943-2019 | Flest titler 1943-2019 | Flest titler 1943-2019                                                                   |
| Titler                 | Spiller                | År                                                                                       |
| ---------------------- | ---------------------- | ---------------------------------------------------------------------------------------- |
| 15                     | Claus Pedersen         | 1967, 1969, 1970, 1971, 1973, 1975, 1976, 1977, 1978, 1979, 1980, 1981, 1982, 1983, 1989 |
| 8                      | Allan Bentsen          | 1991, 1992, 1993, 1994, 1995, 1996, 1999, 2006                                           |
| 6                      | Einar Lyttik           | 1956, 1957, 1958, 1961, 1962, 1963                                                       |
| 6                      | Martin Monrad          | 1997, 1998, 2000, 2002, 2003, 2007                                                       |
| 5                      | Knud Runckel           | 1943, 1948, 1952, 1954, 1955                                                             |
| 5                      | Niels Ramberg          | 1964, 1965, 1968, 1972, 1974                                                             |
| 5                      | Jonathan Groth         | 2012, 2013, 2014, 2015, 2016                                                             |
| 4                      | Jan Harkamp            | 1984, 1985, 1987, 1988                                                                   |
| 4                      | Finn Tugwell           | 2001, 2004, 2005, 2009                                                                   |

| Flest titler i træk 1943-2019 | Flest titler i træk 1943-2019 | Flest titler i træk 1943-2019 |
| Titler                        | Spiller                       | Periode                       |
| ----------------------------- | ----------------------------- | ----------------------------- |
| 9                             | Claus Pedersen                | 1975-1983                     |
| 6                             | Allan Bentsen                 | 1991-1996                     |
| 5                             | Jonathan Groth                | 2012-2016                     |
| 3                             | Einar Lyttik                  | 1956-1958                     |
| 3                             | Einar Lyttik                  | 1961-1963                     |
| 3                             | Claus Pedersen                | 1969-1971                     |

| Titler fordelt efter klub 1943-2019 | Titler fordelt efter klub 1943-2019 | Titler fordelt efter klub 1943-2019 |
| Titler                              | Klub                                |                                     |
| ----------------------------------- | ----------------------------------- | ----------------------------------- |
| '                                   | [[]]                                |                                     |

#### Damesingle
| Flest titler 1947-2019 | Flest titler 1947-2019     | Flest titler 1947-2019                                                 |
| Titler                 | Spiller                    | År                                                                     |
| ---------------------- | -------------------------- | ---------------------------------------------------------------------- |
| 12                     | Susanne Pedersen           | 1972, 1973, 1977, 1978, 1979, 1980, 1983, 1984, 1988, 1990, 1991, 1994 |
| 9                      | Mie Skov                   | 2004, 2006, 2007, 2008, 2009, 2010, 2011, 2012, 2013                   |
| 6                      | Lis Ramberg                | 1960, 1961, 1962, 1963, 1964, 1965                                     |
| 5                      | Pia Finnemann              | 1996, 1997, 2000, 2001, 2003                                           |
| 4                      | Britta Christensen         | 1967, 1968, 1970, 1971                                                 |
| 3                      | Evy Schandorph             | 1948, 1949, 1952                                                       |
| 3                      | Gudrun Kahns               | 1954, 1955, 1956                                                       |
| 3                      | Charlotte Polk             | 1981, 1987, 1989                                                       |
| 3                      | Trine Grauholm             | 1998, 1999, 2005                                                       |
| 3                      | Stefanie Harbo Christensen | 2015, 2016, 2019                                                       |

| Flest titler i træk 1947-2019 | Flest titler i træk 1947-2019 | Flest titler i træk 1947-2019 |
| Titler                        | Spiller                       | Periode                       |
| ----------------------------- | ----------------------------- | ----------------------------- |
| 8                             | Mie Skov                      | 2006-2013                     |
| 6                             | Lis Ramberg                   | 1960-1965                     |
| 4                             | Susanne Pedersen              | 1977-1980                     |
| 3                             | Gudrun Kahns                  | 1954-1956                     |

| Titler fordelt efter klub 1947-2019 | Titler fordelt efter klub 1947-2019 | Titler fordelt efter klub 1947-2019 |
| Titler                              | Klub                                |                                     |
| ----------------------------------- | ----------------------------------- | ----------------------------------- |
| '                                   | [[]]                                |                                     |

#### Herredouble
| Flest titler 1943-2019 | Flest titler 1943-2019 | Flest titler 1943-2019 |
| Titler                 | Spiller                | År |
| ---------------------- | ---------------------- | --- |
| 22                     | Allan Bentsen          | 1989, 1991, 1992, 1993, 1996, 1998, 1999, 2000, 2001, 2002, 2003, 2004, 2006, 2007, 2008, 2009, 2010, 2011, 2012, 2014, 2018, 2019 |
| 11                     | Finn Tugwell           | 1994, 1995, 1997, 2001, 2002, 2009, 2010, 2011, 2012, 2018, 2019                                                                   |
| 10                     | Einar Lyttik           | 1951, 1953, 1954, 1955, 1956, 1958, 1961, 1962, 1963, 1964                                                                         |
| 8                      | Claus Pedersen         | 1968, 1969, 1976, 1977, 1980, 1981, 1982, 1986                                                                                     |
| 8                      | Martin Monrad          | 1996, 1998, 1999, 2000, 2003, 2004, 2006, 2007                                                                                     |
| 7                      | Niels Ramberg          | 1965, 1967, 1971, 1972, 1973, 1974, 1975                                                                                           |
| 5                      | Christian Juhl         | 1943, 1946, 1947, 1949, 1952 |
| 5                      | Niels Poulsen          | 1971, 1972, 1973, 1974, 1975 |
| 4                      | Hardy Holmstrøm        | 1951, 1953, 1954, 1955 |
| 4                      | Freddy Hansen          | 1961, 1962, 1964, 1970 |
| 4                      | Johnny Hansen          | 1979, 1981, 1982, 1984 |
| 4                      | Jan Harkamp            | 1989, 1991, 1992, 1993 |
| 4                      | Lars Hauth             | 1984, 1994, 1995, 1997 |

| Flest titler i træk 1943-2019 | Flest titler i træk 1943-2019 | Flest titler i træk 1943-2019 |
| Titler                        | Spiller                       | Periode                       |
| ----------------------------- | ----------------------------- | ----------------------------- |
| '                             | [[]]                          | [[]]-[[]]                     |

| Titler fordelt efter klub 1943-2019 | Titler fordelt efter klub 1943-2019 | Titler fordelt efter klub 1943-2019 |
| Titler                              | Klub                                |                                     |
| ----------------------------------- | ----------------------------------- | ----------------------------------- |
| '                                   | [[]]                                |                                     |

#### Damedouble
| Flest titler 1953-2019 | Flest titler 1953-2019 | Flest titler 1953-2019                                                                   |
| Titler                 | Spiller                | År                                                                                       |
| ---------------------- | ---------------------- | ---------------------------------------------------------------------------------------- |
| 15                     | Susanne Pedersen       | 1970, 1971, 1972, 1974, 1975, 1979, 1983, 1985, 1986, 1988, 1991, 1995, 1996, 2000, 2010 |
| 9                      | Pernille Agerholm      | 2006, 2007, 2009, 2011, 2012, 2014, 2016, 2017, 2019                                     |
| 8                      | Pernille Søndergaard   | 2007, 2009, 2011, 2012, 2014, 2016, 2017, 2019                                           |
| 7                      | Charlotte Polk         | 1980, 1981, 1982, 1984, 1987, 1989, 2005                                                 |
| 5                      | Evy Schandorph         | 1955, 1958, 1959, 1961, 1963                                                             |
| 5                      | Gudrun Kahns           | 1953, 1954, 1956, 1957, 1965                                                             |
| 5                      | Britta Christensen     | 1965, 1967, 1968, 1970, 1971                                                             |
| 5                      | Pia Finnemann          | 1995, 1997, 1998, 2002, 2004                                                             |
| 5                      | Janne Jensen           | 1999, 2002, 2004, 2006, 2008                                                             |

| Flest titler i træk 1953-2019 | Flest titler i træk 1953-2019 | Flest titler i træk 1953-2019 |
| Titler                        | Spiller                       | Periode                       |
| ----------------------------- | ----------------------------- | ----------------------------- |
| '                             | [[]]                          | [[]]-[[]]                     |

| Titler fordelt efter klub 1953-2019 | Titler fordelt efter klub 1953-2019 | Titler fordelt efter klub 1953-2019 |
| Titler                              | Klub                                |                                     |
| ----------------------------------- | ----------------------------------- | ----------------------------------- |
| '                                   | [[]]                                |                                     |

#### Mixed double
| Flest titler 1953-2019 | Flest titler 1953-2019 | Flest titler 1953-2019                                                 |
| Titler                 | Spiller                | År                                                                     |
| ---------------------- | ---------------------- | ---------------------------------------------------------------------- |
| 12                     | Allan Bentsen          | 1989, 1990, 1992, 2003, 2004, 2006, 2007, 2008, 2009, 2010, 2011, 2012 |
| 9                      | Susanne Pedersen       | 1973, 1977, 1983, 1984, 1985, 1986, 1991, 1993, 2005                   |
| 9                      | Mie Skov               | 2003, 2004, 2006, 2007, 2008, 2009, 2010, 2011, 2012                   |
| 6                      | Niels Ramberg          | 1963, 1964, 1965, 1970, 1971, 1978                                     |
| 6                      | Pia Toelhøj            | 1987, 1994, 1995, 1996, 1997, 1998                                     |
| 5                      | Charlotte Polk         | 1981, 1988, 1989, 1990, 1992                                           |
| 5                      | Kim Høgsberg           | 1994, 1995, 1996, 1997, 1998                                           |
| 4                      | Einar Lyttik           | 1954, 1958, 1959, 1962                                                 |
| 4                      | Lis Ramberg            | 1961, 1963, 1964, 1965                                                 |
| 4                      | Michael Daugaard       | 1983, 1984, 1985, 1986                                                 |
| 4                      | Claus Pedersen         | 1974, 1975, 1976, 1988                                                 |

| Flest titler i træk 1953-2019 | Flest titler i træk 1953-2019 | Flest titler i træk 1953-2019 |
| Titler                        | Spiller                       | Periode                       |
| ----------------------------- | ----------------------------- | ----------------------------- |
| '                             | [[]]                          | [[]]-[[]]                     |

| Titler fordelt efter klub 1953-2019 | Titler fordelt efter klub 1953-2019 | Titler fordelt efter klub 1953-2019 |
| Titler                              | Klub                                |                                     |
| ----------------------------------- | ----------------------------------- | ----------------------------------- |
| '                                   | [[]]                                |                                     |

#### Samlet statitik
Spillere med mindst 14 mesterskaber i alt.
| Allan Bentsen    | 42 | 8  | -  | 22 | -  | 12 |
| Susanne Pedersen | 36 | -  | 12 | -  | 15 | 9  |
| Claus Pedersen   | 27 | 15 | -  | 8  | -  | 4  |
| Einar Lyttik     | 20 | 6  | -  | 10 | -  | 4  |
| Mie Skov         | 19 | -  | 9  | -  | -  | 9  |
| Niels Ramberg    | 18 | 5  | -  | 7  | -  | 6  |
| Charlotte Polk   | 15 | -  | 3  | -  | 7  | 5  |
| Finn Tugwell     | 15 | 4  | -  | 11 | -  | -  |
| Martin Monrad    | 14 | 6  | -  | 8  | -  | -  |
| Lis Ramberg      | 14 | -  | 6  | -  | 4  | 4  |

## Holdmesterskaber
Tekst mangler, hjælp os med at skrive teksten